# 古爾省
古尔省（普什图语／达利语: غور‬）是阿富汗34個省份之一，位於阿富汗中部偏西北的哈拉扎賈特地區。古爾省設有10個縣和數百個村落，人口約為657,200人。省會是恰赫恰蘭。